# Igreja Lusitana Católica Apostólica Evangélica
A Igreja Lusitana Católica Apostólica Evangélica é a diocese extraprovincial da Comunhão Anglicana em Portugal. O atual bispo diocesano da Igreja lusitana é Jorge Pina Cabral. A Igreja está em plena comunhão com o Arcebispo da Cantuária.

## História
Alguns pastores anglicanos ingleses e norte-americanos que passaram por Lisboa em 1839 e 1868, junto com alguns padres e leigos católicos romanos que rejeitaram os dogmas do Concílio Vaticano I (1869–70) conduziram ao estabelecimento da Igreja lusitana em 1880. Adotou originalmente uma tradução do Livro de Oração Comum de 1662. Desde o princípio a Igreja foi ajudada pela Igreja Episcopal dos Estados Unidos.
Do começo que a Igreja foi auxiliada por um conselho dos bispos presidido pelo Lord Plunkett, nesta época bispo da diocese de Meath, na Irlanda. O primeiro bispo português foi consagrado em 1958.
A integração total ocorreu em 1980 quando a Igreja se transformou um diocese extraprovincial sob a autoridade do Arcebispo da Cantuária.

### Bispos
1. Henrique Riley (1880) - Presidente do primeiro sínodo;
2. Joaquim Santos Figueiredo (1922) - Não chegou a ser consagrado;
3. António Ferreira Fiandor (1958-1961) - Primeiro bispo a ser consagrado;
4. Luís Rodrigues Pereira (1962-1979);
5. Fernando da Luz Soares (1980-2013);
6. José Jorge Tavares de Pina Cabral (2013-).

## Organização
De acordo com o seu website, a Igreja lusitana constitui uma diocese com a seguinte organização: 
- 2 Arciprestados, o do Norte com sede na cidade do Porto, e o do Sul com sede na cidade de Lisboa;
- 14 Paróquias;
- 1 Missão;